# Luka Milivojević
Luka Milivojević (en serbe en écriture cyrillique : Лука Миливојевић), né le 7 avril 1991 à Kragujevac en Yougoslavie (auj. en Serbie), est un footballeur international serbe, il évolue actuellement au poste de milieu défensif au Al Nasr SC.

## Carrière en club

### FK Radnički 1923
Il commence sa carrière senior avec le FK Radnički 1923 lors de la saison 2007-2008. Il y joue 5 matchs dans la Ligue ouest serbe.

### FK Rad
L'année suivante, il est transféré au Rad Belgrade. Il y reste trois saisons, et dispute 55 matchs en championnat au poste de milieu droit, tout en y inscrivant trois buts.

### Étoile rouge de Belgrade
Le 19 décembre 2011, il est transféré au mythique club serbe de l'Étoile rouge de Belgrade pour la somme de 708 000 €. C'est l'entraîneur, Robert Prosinečki, qui insiste pour l'avoir au sein de son équipe, lui reconnaissant un potentiel grandissant. Reconverti en milieu axial, il dispute 47 matchs en championnat, pour 7 buts inscrits et 5 passes décisives, en une saison et demie.

### RSC Anderlecht
Le 26 juillet 2013, il est acheté par le club bruxellois du RSC Anderlecht pour remplacer le capitaine Lucas Biglia parti à la Lazio de Rome. Le transfert est estimé à 2 500 000 €. Il y signe un contrat portant sur cinq saisons. Lors de sa conférence de presse, il se définit comme un "leader naturel" au sein d'une équipe. 
Sa première apparition sous le maillot anderlechtois a lieu au Cercle de Bruges, lors du déplacement du 4 août (victoire 0-4). La semaine suivante, il est titularisé pour la première fois lors de la victoire 4-1 contre le club de La Gantoise. Lors du match du 25 août, il fait une passe décisive pour Bruno, qui inscrit le cinquième but de son équipe contre Charleroi.

## Carrière internationale
Il est membre de l'équipe nationale des moins de 21 ans, pour laquelle il dispute 11 matchs.
Sa première sélection pour l'équipe A a lieu le 14 novembre 2012, lors d'un match amical face au Chili.

## Palmarès
Étoile rouge de Belgrade
- Vainqueur de la Coupe de Serbie en 2012.

 RSC Anderlecht
- Champion de Belgique en 2014.
- Vainqueur de la Supercoupe de Belgique en 2014.

 Olympiakos Le Pirée
- Championnat de Grèce en 2015, 2016 et 2017.
- Vainqueur de la Coupe de Grèce en 2015.

## Distinctions personnelles
- Élu dans l'équipe-type de la SuperLigua serbe lors de la saison 2011-2012